# Taeniophyllum pantjarense
Taeniophyllum pantjarense är en orkidéart som beskrevs av Johannes Jacobus Smith. Taeniophyllum pantjarense ingår i släktet Taeniophyllum och familjen orkidéer. Inga underarter finns listade i Catalogue of Life.